# If Leaving Me Is Easy
«If Leaving Me Is Easy» (с англ. — «Если легко покинуть меня») — песня британского певца и композитора Фила Коллинза с его дебютного студийного альбома Face Value 1981 года. Песня была выпущена на 3-м по счёту сингле в том же году. В Великобритании песня заняла 17 строчку музыкальных чартов. В США сингл с песней не издавался.
Данная композиция примечательна наличием в припевах очень высокого фальцета в исполнении Фила Коллинза — самого высокого за всё время его активной вокальной деятельности.

## Сотрудничество с Эриком Клептоном
Композиция «If Leaving Me Is Easy» стала первой из трех песен Коллинза, в записи которых принял участие известный музыкант Эрик Клептон. Второй являлась песня The Roof Is Leaking из того же альбома, в которой Клептон играл на слайд-гитаре, а третьей песней является «I Wish It Would Rain Down» — из альбома …But Seriously 1989 года. Позднее, в интервью газете  The Mail on Sunday, Коллинз признавался, что:"(при записи сингла) мы оба были не в лучшей форме…".

## Концертная версия
После концертного тура No Jacket Required tour, который проходил в 1985 году, Коллинз решил более не исполнять со сцены композицию «If Leaving Me Is Easy». Причиной послужила слишком бурная реакция публики, а именно «вопли и крики» в момент исполнения Коллинзом этой песни. Сам же Коллинз желал исполнять эту песню в очень тихой, камерной атмосфере.

## Список композиций

### 7" сингл
Первая сторона
1. «Thru These Walls»

Вторая сторона
1. «In the Air Tonight»
2. «I Miss You, Babe» (демо)

## Чарты
| Чарт (1981)          | Наивысшая позиция |
| -------------------- | ----------------- |
| German Singles Chart | 61                |
| UK Singles Chart     | 17                |

## Персонал, участвовавший в записи
- Фил Коллинз — клавишные, ударные, вокал
- Дэрил Стюрмер[англ.] — гитары
- Альфонсо Джонсон (Alphonso Johnson) — бас-гитара
- Эрик Клептон — гитара
- Дон Майрик (Don Myrick) Альтовый саксофон
- Рэмли Майкл Дэвис (Rahmlee Michael Davis) и Майкл Харрис (Michael Harris) — духовые
- Ариф Мардин — аранжировка струнных